# Tainacris
Tainacris is een geslacht van rechtvleugeligen uit de familie Episactidae. De wetenschappelijke naam van dit geslacht is voor het eerst geldig gepubliceerd in 1997 door Perez-Gelabert, Hierro, Dominici & Otte.

## Soorten
Het geslacht Tainacris omvat de volgende soorten:
- Tainacris nitaina Perez-Gelabert, Hierro, Dominici & Otte, 1997
- Tainacris quisqueiana Perez-Gelabert, Hierro, Dominici & Otte, 1997